# Selección femenina de baloncesto en silla de ruedas de Gran Bretaña
La selección femenina de baloncesto en silla de ruedas de Gran Bretaña es el equipo femenino de baloncesto en silla de ruedas que representa a Gran Bretaña en las competiciones internacionales. Está gobernado por la Asociación de Baloncesto en Silla de Ruedas de Gran Bretaña.

## Historia

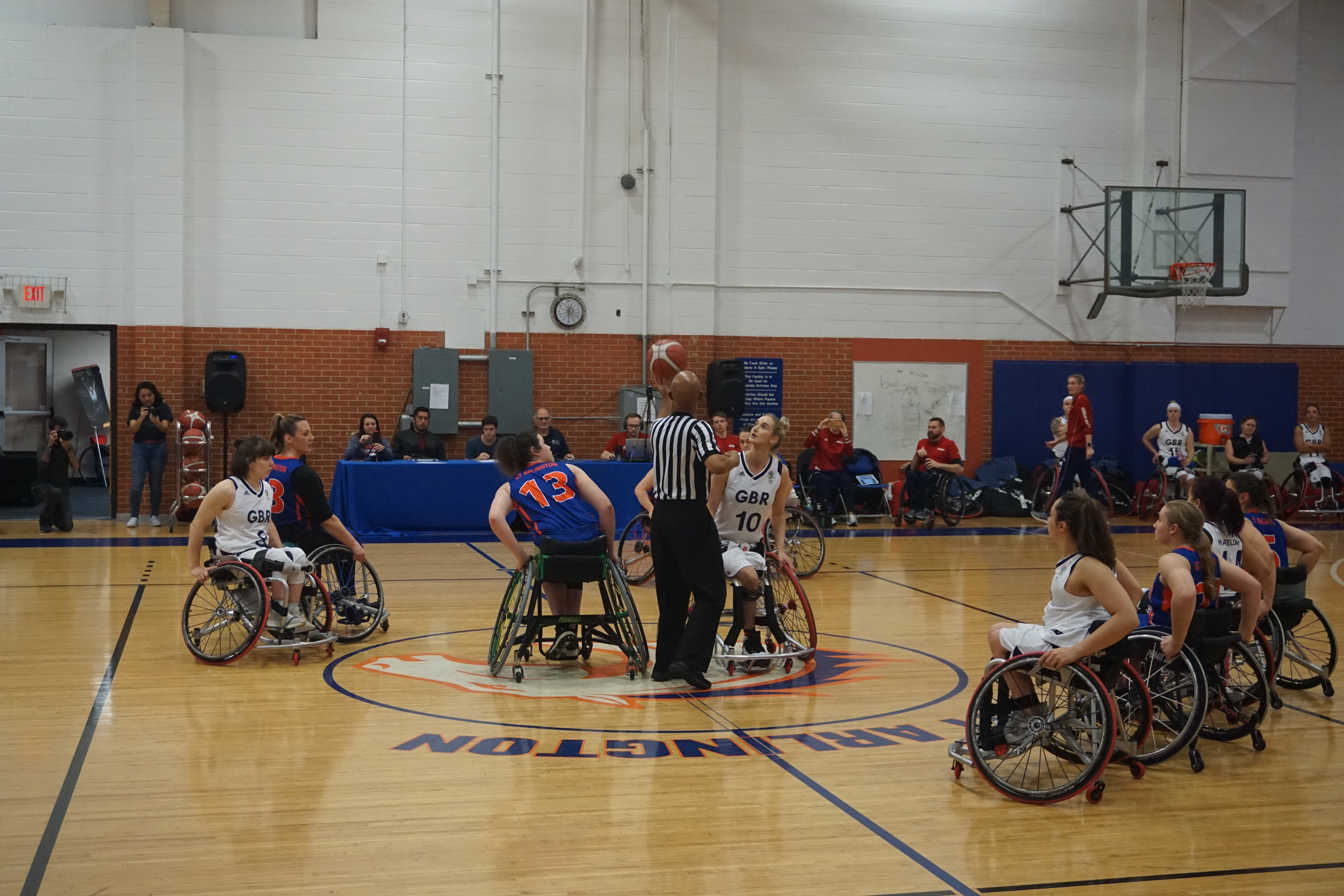
Gran Bretaña contra la Universidad de Texas en Arlington Lady Movin 'Mavs

En 2018, Gran Bretaña ganó la plata en el Campeonato Mundial de 2018 en Hamburgo.
En el Campeonato Europeo de Baloncesto Femenino en Silla de Ruedas de 2019 en Róterdam, Gran Bretaña aseguró la clasificación para los Juegos Paralímpicos de 2020 en Tokio. Al entrar en el torneo, Gran Bretaña fue el actual medallista de plata mundial, así como el equipo que ocupó el tercer lugar en seis campeonatos europeos consecutivos. Gran Bretaña perdió 65-52 ante Holanda en una revancha del juego por la medalla de oro del Campeonato Mundial 2018.

## Jugadoras

### Equipo actual
La siguiente es la lista de Gran Bretaña en el torneo de baloncesto femenino en silla de ruedas de los Juegos Paralímpicos de Verano de 2016.
| Pos. | No. | Nombre             | Fecha de nacimiento (edad)    | Pts. | Club |
| ---- | --- | ------------------ | ----------------------------- | ---- | ---- |
| G    | 4   | Moore, Charlotte   | 17 – 13 de septiembre de 1998 |      |      |
| G    | 5   | Carrigill, Sophie  | 22 – 19 de enero de 1994      |      |      |
| G    | 6   | Griffiths, Clare   | 36 – 18 de septiembre de 1979 |      |      |
| G    | 7   | Freeman, Helen     | 26 – 23 de noviembre de 1989  |      |      |
| G    | 8   | Williams, Laurie   | 24 – 4 de febrero de 1992     |      |      |
| F    | 9   | Hamer, Judith      | 25 – 3 de diciembre de 1990   |      |      |
| F    | 10  | Conroy, Amy        | 23 – 22 de octubre de 1992    |      |      |
| F    | 11  | Morrow, Katie      | 16 – 20 de septiembre de 1999 |      |      |
| G    | 12  | Evans, Leah        | 19 – 5 de marzo de 1997       |      |      |
| F    | 13  | Bartlett, Jordanna | 21 – 15 de diciembre de 1994  |      |      |
| G    | 14  | Haizelden, Joy     | 25 – 6 de diciembre de 1990   |      |      |
| G    | 15  | Love, Robyn        | 26 – 28 de agosto de 1990     |      |      |